# Soesilarishius muiratinga
Soesilarishius muiratinga – gatunek pająka z rodziny skakunowatych.
Gatunek ten opisany został w 2013 roku przez Gustavo Ruiza na podstawie pojedynczego okazu samca.
Skakun o ciele długości 2,13 mm. Karapaks ma ciemnobrązowy z kępką białych łusek za jamkami. Szczękoczułki, warga dolna, sternum, endyty i kądziołki przędne ma jasnobrązowe, a odnóża ciemnobrązowe z żółtymi nadstopiami i stopami. Opistosoma jest ciemnobrązowa; wierzch ma z jasnym przednim brzegiem i 4 jasnymi kropkami z tyłu, a spód kremowymi plamami zlewającymi się z plamami na jej bokach. Samcze nogogłaszczki charakteryzują się tęgim i zaokrąglonym embolusem, jajowatym i nieco wydłużonym tegulum oraz prawie kwadratową i brzusznie zakrzywioną apofizę retrolateralną.
Pająk neotropikalny, znany tylko z Parku Narodowego Serra do Pardo w brazylijskim stanie Pará.